# 埃及的菲律賓人
埃及的菲律賓人，包括各行各業的移民工人，以及少數國際學生。估計有2,300人合法居住在埃及，另有1,878人非法居住在埃及(2006年)。

## 職業
大量埃及的菲律賓人被雇傭為家庭工人，但根據埃及法律僱用外國人擔任這些職務是非法的。這些工人通常通過持旅遊簽證單獨進入和逾期居留，或通過申請技術工人的埃及簽證得到預期工作，或通過在附近的國家如約旦，阿拉伯聯合酋長國、科威特獲得家政工作簽證來進入埃及。然後讓他們的贊助商把他們帶到埃及並離開他們（因為埃及允許外國遊客在度假時進入該國時帶上他們的家庭傭工）。菲律賓人有時會來到埃及，知道他們將被雇傭為家庭傭工，但招聘人員往往會欺騙他們就業的性質;菲律賓外交部不得不發出公開警告，稱埃及不允許外國人作為家庭傭工工作。
埃及的菲律賓家庭工人通常會向在菲律賓的家人每月匯出400至600美元。但是，他們經常面臨雇主的虐待; 有時他們的雇主甚至指控他們盜竊並驅逐他們而不支付工資

## 教育
埃及的艾資哈爾大學也是摩洛人穆斯林學生重要求學中心，在2005年末，有400名菲律賓學生在艾資哈爾大學和其他埃及大學就讀。